# Márk Koszta
Márk Koszta (Miskolc, 26 settembre 1996) è un calciatore ungherese, attaccante svincolato.

## Caratteristiche tecniche
Ala sinistra naturale sa adattarsi anche alle posizioni di ala destra e seconda punta.

## Carriera

### Club
Cresce calcisticamente nel Putnok dove rimane fino al 2007, dal 2007 al 2010 milita nel Kazincbarcika, nel 2010 viene prelevato dall'Honvéd che lo inserisce nel proprio settore giovanile. Dal 2013 al 2015 ha militato nella squadra B dove ha raccolto 30 presenze segnando 6 reti, sin dalla stagione 2013-14 entra in prima squadra esordendo in una partita di Coppa di Lega all'età di diciassette anni, mentre nella stagione successiva avviene il debutto in una partita di campionato. Nella stagione 2015-16 viene mandato in prestito fer fargli fare esperienza al Kisvárda militante in NBII la seconda serie del calcio magiaro, esordisce con la sua nuova squadra alla prima partita di campionato contro lo Csákvár andando subito in gol, nel corso della stagione riesce a segnare anche due doppiette rispettivamente contro SZTK e Vác FC termina il campionato al quarto posto finale con un bottino di 9 reti in 27 presenze che gli valgono la nomina di uno dei migliori giovani del campionato. Al termine della stagione rientra all'Honvéd divenendone a tutti gli effetti un giocatore della prima squadra, segna il suo primo gol con la maglia rossonera alla quarta giornata di campionato nella larga vittoria esterna per 3-0 sul Diósgyőr. Nel corso del campionato diventa titolare inamovibile per il tecnico Marco Rossi che lo schiera in ben 31 partite di campionato sulle 33 disponibili ripagando la fiducia con 7 reti, Il 27 maggio 2017 dopo aver vinto lo scontro al vertice per 1-0 contro il Videoton si laurea insieme al resto della squadra campione d'Ungheria. Nell'annata successiva con il cambio di allenatore siede in panchina sia nel preliminare di andata di Champions League contro gli israeliani dell'Hapoel Beer-Sheva sia nella prima giornata di campionato, il 18 luglio viene acquistato a titolo definitivo dal Mezőkövesd con cui firma un contratto quadriennale. Nelle due stagioni passate con la squadra giallo-blu disputa ottime partite andand spesso in gol, nell'estate del 2019 passa all'Ujpest. Dopo solo una stagione con 18 presenze e 3 reti si trasferisce allo Zalaegerszeg. Dopo due stagioni giocate su buoni livelli, in vista del campionato 2022 accetta la proposta dello Ulsan Hyundai club della massima serie corerana. Un infortunio ne limita la stagione non riuscendo a collezionare presenze in campionato, ma solo tra la coppa nazionale e la Champions League asiatica. Fa seguito una breve parentesi poco fortunata in Russia con Torpedo Mosca prima di cambiare nuovamente squadra andando in prestito agli israeliani del Maccabi Bnei Reineh.

### Nazionale
Esordisce con l'Under-17, successivamente tra il 2014 ed il 2015 è stato convocato dalla Nazionale ungherese Under-18 scendendo in campo in quattro occasioni, con in mezzo una breve parentesi con l'Under-19 giocando un solo match nel 2014, sempre dal 2015 fa parte dell'Under-20 con cui ha all'attivo una presenza. Nel 2017 viene convocato con l'Under-21 giocando due amichevoli e una partita di qualificazione all'europeo di categoria.

## Statistiche

### Presenze e reti nei club
Statistiche aggiornate al 7 maggio 2017.
| Stagione                   | Squadra                    | Campionato                 | Campionato | Campionato | Coppe nazionali | Coppe nazionali | Coppe nazionali | Coppe continentali | Coppe continentali | Coppe continentali | Altre coppe | Altre coppe | Altre coppe | Totale | Totale |
| Stagione                   | Squadra                    | Comp                       | Pres       | Reti       | Comp            | Pres            | Reti            | Comp               | Pres               | Reti               | Comp        | Pres        | Reti        | Pres   | Reti   |
| -------------------------- | -------------------------- | -------------------------- | ---------- | ---------- | --------------- | --------------- | --------------- | ------------------ | ------------------ | ------------------ | ----------- | ----------- | ----------- | ------ | ------ |
| 2013-2014                  | Honvéd II                  | NBIII                      | 13         | 2          | -               | -               | -               | -                  | -                  | -                  | -           | -           | -           | 13     | 2      |
| 2014-2015                  | Honvéd II                  | NBIII                      | 17         | 4          | -               | -               | -               | -                  | -                  | -                  | -           | -           | -           | 17     | 4      |
| 2013-2014                  | Honvéd                     | NBI                        | 0          | 0          | MK+MLK          | -+1             | -+0             | UEL                | -                  | -                  | -           | -           | -           | 1      | 0      |
| 2014-2015                  | Honvéd                     | NBI                        | 1          | 0          | MK+MLK          | 0+7             | 0+0             | -                  | -                  | -                  | -           | -           | -           | 8      | 0      |
| 2015-2016                  | Kisvárda                   | NBII                       | 27         | 9          | MK              | 2               | 3               | -                  | -                  | -                  | -           | -           | -           | 29     | 12     |
| 2016-2017                  | Honvéd II                  | NBIII                      | 1          | 2          | -               | -               | -               | -                  | -                  | -                  | -           | -           | -           | 1      | 2      |
| Totale Honvéd II           | Totale Honvéd II           | Totale Honvéd II           | 31         | 8          |                 | -               | -               |                    | -                  | -                  |             | -           | -           | 31     | 8      |
| 2016-2017                  | Honvéd                     | NBI                        | 31         | 6          | MK              | 0               | 0               |                    | -                  | -                  | -           | -           | -           | 31     | 6      |
| Totale Honvéd              | Totale Honvéd              | Totale Honvéd              | 32         | 6          |                 | 8               | 0               |                    | -                  | -                  |             | -           | -           | 40     | 6      |
| 2017-2018                  | Mezőkövesd-Zsóry           | NBI                        | 31         | 10         | MK              | 1               | 0               | -                  | -                  | -                  | -           | -           | -           | 32     | 10     |
| 2018-2019                  | Mezőkövesd-Zsóry           | NBI                        | 22         | 4          | MK              | 4               | 3               | -                  | -                  | -                  | -           | -           | -           | 26     | 7      |
| Totale Mezőkövesd-Zsóry    | Totale Mezőkövesd-Zsóry    | Totale Mezőkövesd-Zsóry    | 53         | 14         |                 | 5               | 3               |                    | -                  | -                  |             | -           | -           | 58     | 17     |
| 2019-2020                  | Ujpest                     | NBI                        | 18         | 3          | MK              | 3               | 1               | -                  | -                  | -                  | -           | -           | -           | 21     | 4      |
| 2020-2021                  | Zalaegerszeg               | NBI                        | 28         | 8          | MK              | 3               | 5               | -                  | -                  | -                  | -           | -           | -           | 31     | 13     |
| 2021-2022                  | Zalaegerszeg               | NBI                        | 25         | 11         | MK              | 2               | 1               | -                  | -                  | -                  | -           | -           | -           | 27     | 12     |
| Totale Zalaegerszeg        | Totale Zalaegerszeg        | Totale Zalaegerszeg        | 53         | 19         |                 | 5               | 6               |                    | -                  | -                  |             | -           | -           | 58     | 25     |
| 2022                       | Ulsan HD                   | KL1                        | 0          | 0          | CC              | 2               | 1               | AFC                | 5                  | 2                  | -           | -           | -           | 7      | 3      |
| 2022-gen. 2023             | Torpedo Mosca              | PL                         | 4          | 0          | CR              | 2               | 0               | -                  | -                  | -                  | -           | -           | -           | 6      | 0      |
| gen.-giu. 2023             | Maccabi Bnei Reineh        | LhA                        | 6+7        | 5+3        | CI              | -               | -               | -                  | -                  | -                  | -           | -           | -           | 13     | 8      |
| 2023-2024                  | Maccabi Bnei Reineh        | Lh                         | 26+8       | 3+1        | CI              | 1               | 0               | -                  | -                  | -                  | -           | -           | -           | 35     | 4      |
| Totale Maccabi Bnei Reineh | Totale Maccabi Bnei Reineh | Totale Maccabi Bnei Reineh | 32+15      | 8+4        |                 | 1               | 0               |                    | -                  | -                  |             | -           | -           | 48     | 12     |
| 2024-2025                  | Volo                       | ED                         | 23+1       | 5          | KE              | 3               | 3               | -                  | -                  | -                  | -           | -           | -           | 27     | 8      |
| Totale carriera            | Totale carriera            | Totale carriera            | 273+16     | 72+4       |                 | 31              | 17              |                    | 5                  | 2                  |             | -           | -           | 325    | 95     |

## Palmares

### Club

#### Competizioni nazionali
- Campionato ungherese: 1

Honvéd: 2016-2017